# Diocesi di Laoag
La diocesi di Laoag (in latino: Dioecesis Laoagensis) è una sede della Chiesa cattolica nelle Filippine suffraganea dell'arcidiocesi di Nueva Segovia. Nel 2021 contava 341.397 battezzati su 609.588 abitanti. È retta dal vescovo Renato Pine Mayugba.

## Territorio
La diocesi comprende la provincia filippina di Ilocos Norte sull'isola di Luzon.
Sede vescovile è la città di Laoag, dove si trova la cattedrale di San Guglielmo l'eremita. A Badoc sorge la basilica minore di San Giovanni Battista
Il territorio si estende su 3.469 km² ed è suddiviso in 30 parrocchie.

## Storia
La diocesi è stata eretta il 5 giugno 1961 con la bolla Novae Segobiae di papa Giovanni XXIII, ricavandone il territorio dall'arcidiocesi di Nueva Segovia. In precedenza il territorio della diocesi era stato l'epicentro dello scisma nazionalista che avrebbe causato la nascita della "Chiesa filippina indipendente", causato dal fatto che i vescovi cattolici dell'epoca, tutti spagnoli, contrastavano la lotta degli indigeni per la liberazione dal colonialismo. Ancora oggi il territorio della diocesi ha una forte presenza di popolazione acattolica.

## Cronotassi dei vescovi
Si omettono i periodi di sede vacante non superiori ai 2 anni o non storicamente accertati.
- Antonio Lloren Mabutas † (5 giugno 1961 - 25 luglio 1970 nominato arcivescovo coadiutore di Davao[2])
- Rafael Montiano Lim † (12 febbraio 1971 - 26 gennaio 1978 nominato vescovo di Boac)
- Edmundo Madarang Abaya † (11 dicembre 1978 - 22 maggio 1999 nominato arcivescovo di Nueva Segovia)
- Ernesto Antolin Salgado (7 dicembre 2000 - 12 febbraio 2005 nominato arcivescovo di Nueva Segovia)
- Sergio Lasam Utleg (13 novembre 2006 - 15 giugno 2011 nominato arcivescovo di Tuguegarao)
- Renato Pine Mayugba, dal 12 ottobre 2012

## Statistiche
La diocesi nel 2021 su una popolazione di 609.588 persone contava 341.397 battezzati, corrispondenti al 56,0% del totale.
| anno | popolazione | popolazione | popolazione | presbiteri | presbiteri | presbiteri | presbiteri                | diaconi | religiosi | religiosi | parrocchie |
| anno | battezzati  | totale      | %           | numero     | secolari   | regolari   | battezzati per presbitero | diaconi | uomini    | donne     | parrocchie |
| ---- | ----------- | ----------- | ----------- | ---------- | ---------- | ---------- | ------------------------- | ------- | --------- | --------- | ---------- |
| 1970 | 151.346     | 345.713     | 43,8        | 40         | 36         | 4          | 3.783                     |         | 5         | 42        | 22         |
| 1980 | 298.807     | 393.892     | 75,9        | 32         | 26         | 6          | 9.337                     |         | 6         | 35        | 22         |
| 1990 | 371.026     | 573.053     | 64,7        | 40         | 32         | 8          | 9.275                     |         | 17        | 70        | 22         |
| 1999 | 426.554     | 637.291     | 66,9        | 43         | 39         | 4          | 9.919                     |         | 7         | 101       | 22         |
| 2000 | 434.635     | 646.093     | 67,3        | 47         | 43         | 4          | 9.247                     |         | 7         | 99        | 23         |
| 2001 | 441.022     | 658.454     | 67,0        | 44         | 40         | 4          | 10.023                    |         | 5         | 101       | 23         |
| 2002 | 441.022     | 658.454     | 67,0        | 68         | 63         | 5          | 6.485                     |         | 9         | 89        | 23         |
| 2003 | 322.425     | 531.509     | 60,7        | 50         | 44         | 6          | 6.448                     |         | 6         | 66        | 23         |
| 2004 | 441.022     | 658.454     | 67,0        | 49         | 44         | 5          | 9.000                     |         | 7         | 95        | 27         |
| 2013 | 472.551     | 710.386     | 66,5        | 55         | 46         | 9          | 8.591                     |         | 10        | 70        | 29         |
| 2016 | 497.000     | 748.000     | 66,4        | 55         | 42         | 13         | 9.036                     |         | 17        | 73        | 29         |
| 2019 | 375.200     | 627.000     | 59,8        | 66         | 51         | 15         | 5.684                     |         | 18        | 69        | 30         |
| 2021 | 341.397     | 609.588     | 56,0        | 68         | 54         | 14         | 5.020                     |         | 16        | 72        | 30         |